# Cozola leucospiloides
Cozola leucospiloides är en fjärilsart som beskrevs av Embrik Strand 1918. Cozola leucospiloides ingår i släktet Cozola och familjen tofsspinnare. Inga underarter finns listade i Catalogue of Life.